# 말레르 국립야생보호구역 점거사건
말메르 국립야생보호구역 점거사건은 2016년 1월 2일 무장한 민병대 대원들 수명이 목장 드와이트 해먼드와 그의 아들 스티븐 해먼드가 구금된 것에 항의하여 말레르 국립야생보호구역 본부를 점령한 사건이다. 이 두명은 2012년 허가를 받지 않은 채 방목지를 청소하기 위해 불을 지펴 국내반테러법에 따라 연방 토지에 방화한 혐의로 유죄 판결을 받았다. 스스로를 헌법 자유를 위한 시민 모임이라고 부르는 조직의 우두머리인 아몬 분디는 '하나님의 운동을 이끌라는 소리'를 듣고 나서 점령 작전을 지휘하기 시작했다. 이 조직은 연방 토지를 지역 주민들이 이용할 수 있어야 한다고 주장하고 있다.
1992년의 루비 리지 포위전이나 1993년의 웨이코 포위전과 같은 사태를 막기 위해 경찰 측에서는 긴장을 낮추는 저자세 방식으로 다가가고 있다. 이 방법은 현재 점거를 일으킨 우두머리 아버지가 일으킨 2014년의 분디 대치전을 평화롭게 종료시키는 데 이용했던 방법과 비슷하다. 일부 사람들은 경찰 측에서 강력하게 행동하지 않고 형사 기소 시도를 미진하게 해버려서 민병대가 모일 수 있게 하였고, 결국 지방 경찰과 연방토지관리국에게 무력 사용을 허가했다는 비판을 했다.
이 포위전으로 인해 미국 정부에서 "테러리스트"라고 표현한 것과, 경찰 측과 언론에서 다른 종교 및 지역 사람들에게 일어난 상황을 취급하는 것에 대한 논쟁이 촉발되었다. 또한, 이 점거사건으로 인해 야생보호구역 관광과 관련해 지역 경제에 피해를 줄 수 있다는 우려도 나타났다.

## 배경

### 말메르 국립야생보호구역
오리건주 남서부에 위치한 말메르 국립야생보호구역은 미국의 대통령 시어도어 루스벨트 시기 세워졌다. 국립조류협회에 따르면 태평양 경로의 한복판에 위치해 있어 "엄청난 조류 자원이 존재"하고, "미국의 조류 관찰 및 조류 연구를 하기 가장 적합한 곳 중 하나"라고 일컫는다. 조류 탐방과 관련하여 보호구역의 관광을 통해 1년에 약 1500만 달러의 수익을 지역경제에 거두고 있다.

### 하니 군

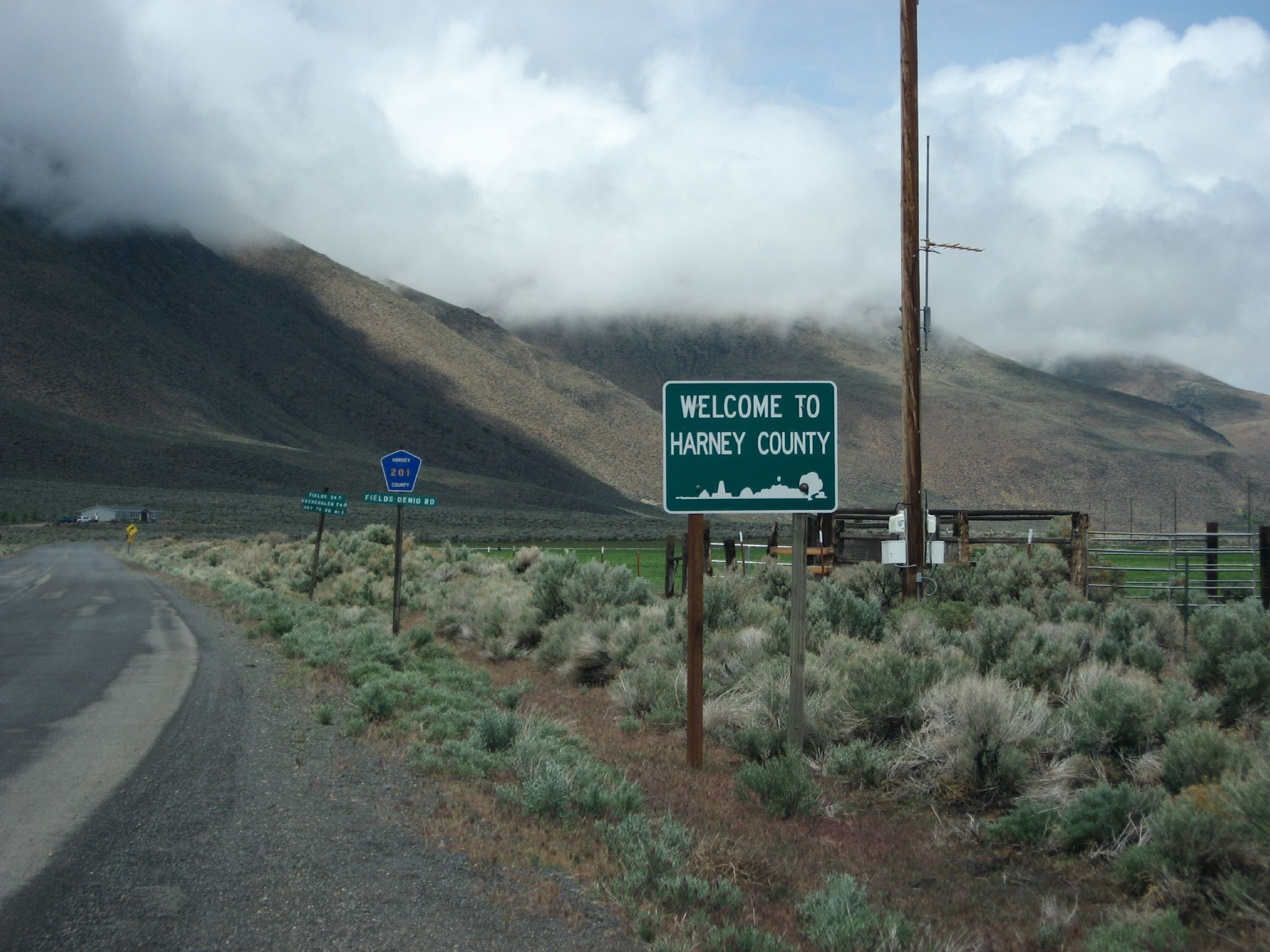
하니 군은 오리건주 남서부에 위치한 크고 인구밀도가 작은 군이다.

하니 군은 오리건주 남서부에 위치한 시골 동네이다. 이 군은 미국 내에서 가장 넓은 군 중 하나이지만 인구는 7,700명밖에 안 되며 소와 사람의 비율이 14:1이 넘을 정도로 많다. 이 지역 토지의 75% 이상은 연방 토지로 미국 개간국, 미국 토지개발국, 미국 어류 및 야생동물관리국, 미국 산림국 등이 소유하고 있다. 이 군의 대표적인 산업으로는 농업, 목축업, 그 외 임업과 소규모 제조업이 있다.

## 같이 보기
- 알카트레즈 점령전[27]
- 세이지브러쉬 반란
- 주권시민운동
- 운디드 니 사건[27]